# 설탕의 역사

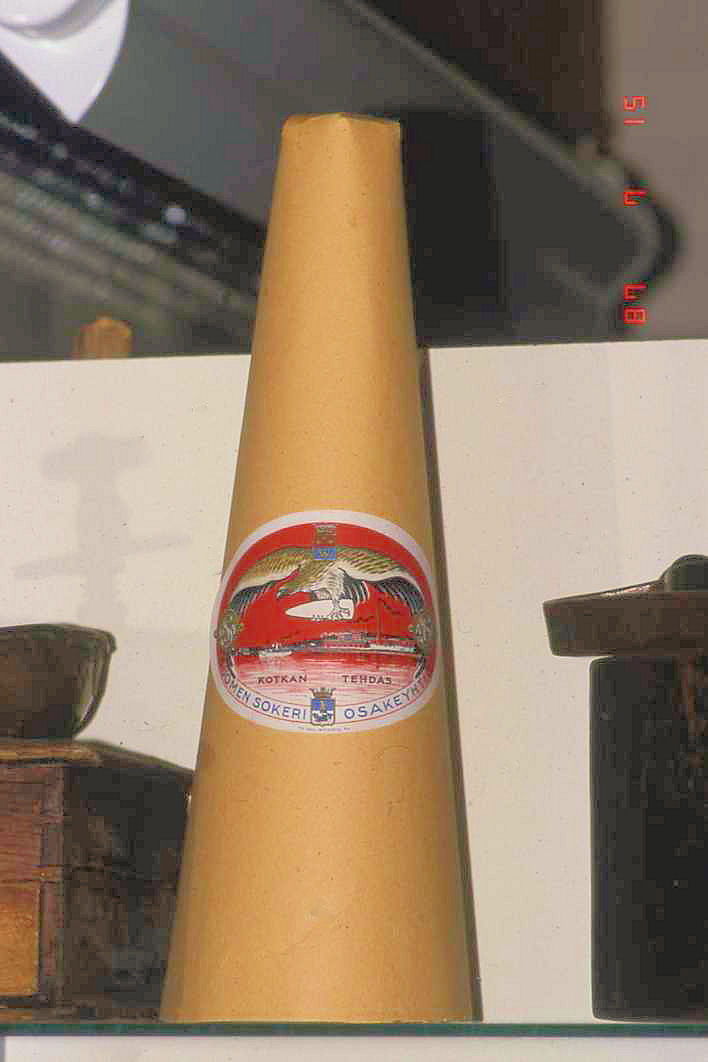
설탕봉은 18세기에 설탕의 전형적인 판매 형태였다. 딱딱한 설탕봉을 조각내기 위해 슈거 닙스(sugar nips)와 같은 도구가 필요했다.

설탕의 역사(영어: history of sugar)는 과거부터 현대에 이르기까지 설탕의 발견, 재배, 제조, 확산, 대중화 과정과 그 영향들에 대해 기술한다. 설탕은 1세기 이후 인도 북부의 사탕수수 식물로부터 처음 생산되었다. "설탕(sugar)"이란 단어는 산스크리트어 "sharkara"로부터 유래되었다고 추정되며, 기원전 1500년에서 기원전 500년 사이에 쓰여진 인도의 산스크리트 문학에는 인도 벵골 지역에서 사탕수수를 재배하고, 설탕을 제조한 최초의 기록이 등장한다. 투박하게 만들어진 설탕에 대한 산스크리트 이름은 "공이나 덩어리를 만들다"라는 뜻의 "구다(guda)"였다.
설탕의 역사는 5가지 주요 단계로 나뉜다.
1. 기원전 약 8000년경에 동남아시아 지역에서 사탕수수를 재배하고, 사탕수수 식물로부터 사탕수수액을 추출.
2. 약 2000년전 인도에서 사탕수수 추출액으로부터 설탕 알갱이를 만드는 제조법을 발명하고, 1세기 초반에 인도에서 설탕 결정 알갱이를 정제하는 과정의 개선.
3. 설탕의 생산 방법의 개선과 함께 중세 이슬람 세계에 사탕수수의 재배 및 설탕 제조의 확산.
4. 16세기 초부터 서인도 제도와 아메리카 대륙의 열대 지역에 사탕수수의 재배와 설탕 제조의 확산. 17세기에서 19세기까지 설탕 생산 방법에서 집중적인 개선이 뒤따름.
5. 19세기와 20세기에 사탕무 설탕, 고과당 옥수수 시럽, 기타 감미료의 보급 및 발전.

중세가 끝나갈 무렵 세계적으로 알려진 설탕은 매우 비싸고 "훌륭한 향신료"로 간주되었지만, 1500년경부터 기술의 향상과 신대륙으로부터의 설탕 공급이 설탕을 훨씬 더 값싼 대량 상품으로 바꾸기 시작했다.

## 사탕수수 재배의 확산

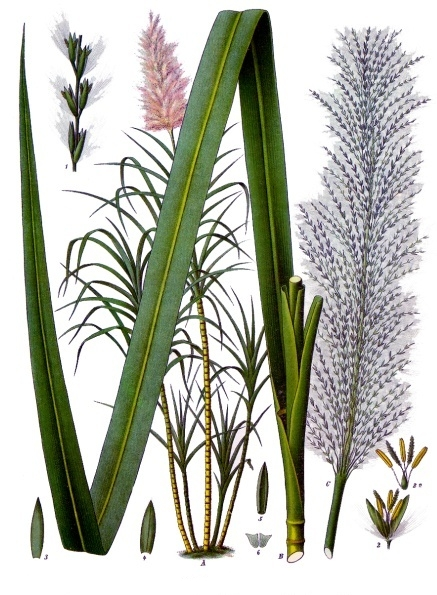
사탕수수(Saccharum officinarum)

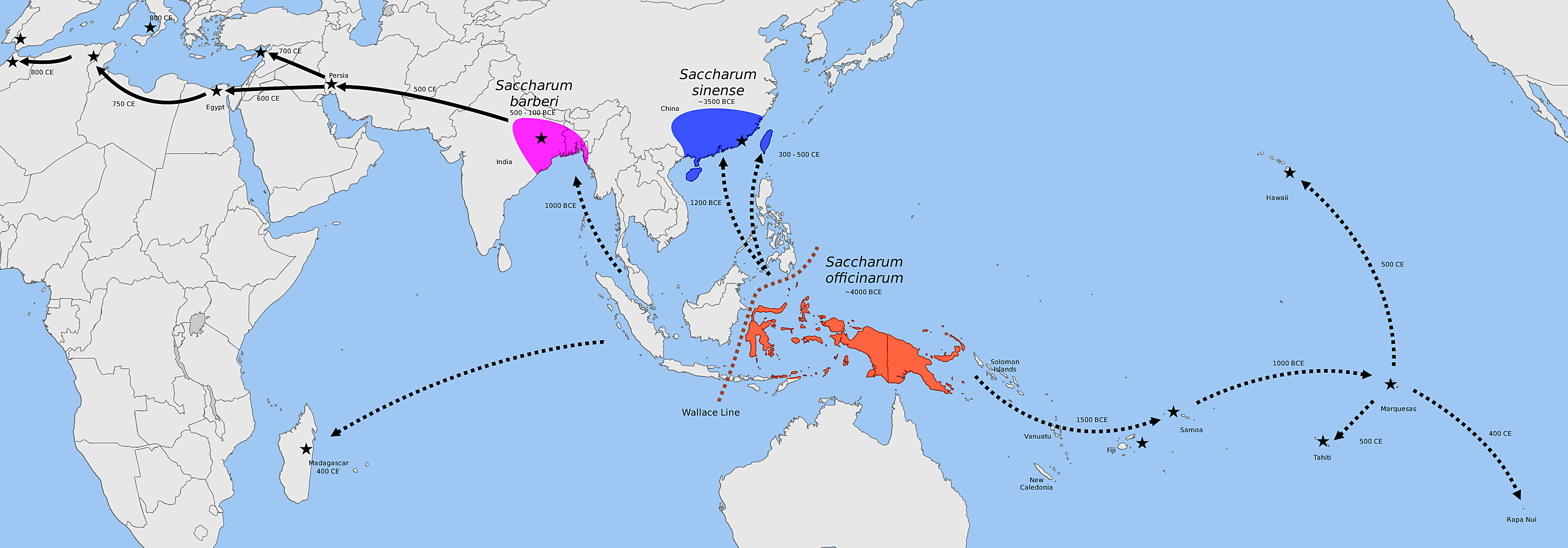
뉴기니섬의 Saccharum officinarum, 중국 남부와 타이완의 Saccharum sinense, 인도의 Saccharum barberi 의 원산지를 보여주는 지도. 점선의 화살표는 오스트로네시아인들의 이동을 나타낸다.

사탕수수의 작물화가 시작된 곳은 두 곳으로 하나는 뉴기니섬의 파푸아인이 작물화한 Saccharum officinarum(사카룸 오피키나룸) 이고, 다른 하나는 타이완과 중국 남부의 오스트로네시아인들이 작물화한 Saccharum sinense이다. 파푸아인들과 오스트로네시아인들은 원래 가축화된 돼지 사료로 사탕수수를 주로 사용했다. Saccharum officinarum 과 Saccharum sinense 의 확산은 오스트로네시아인들의 이주와 밀접하게 관련되어 있다. Saccharum barberi는 Saccharum officinarum 의 도입 이후 인도에서만 재배되었다.
Saccharum officinarum 은 파푸아인들에 의해 뉴기니섬과 월리스 선의 동쪽에 있는 섬들에서 처음으로 작물화가 되었으며, 이곳은 현대 생물다양성의 중심지이다. 약 6000년전부터 Saccharum robustum 으로부터 인위선택 과정을 거쳐 Saccharum officinarum를 재배하게 되었다. Saccharum officinarum 은 뉴기니섬으로부터 서쪽으로 퍼져나가 동남아시아의 섬들에서 오스트로네시아인들과 접촉한 후 Saccharum spontaneum 과 교배되었다.
두 번째 작물화의 중심지는 중국 남부와 타이완으로 Saccharum sinense는 오스트로네시아인들의 주요 재배종이었다. Saccharum sinense는 적어도 5500년전에 오스트로네시아인들의 주요 작물들 중 하나였다. 단맛이 더 나는 Saccharum officinarum 의 도입은 동남아시아 섬 전체에 걸쳐 사탕수수 재배종을 점차적으로 Saccharum officinarum 로 대체했을 것이다.
동남아시아 섬들로부터 동쪽으로 퍼져나간 Saccharum officinarum 은 약 3500년전에 오스트로네시아 항해자들에 의해 폴리네시아와 미크로네시아로 퍼져나갔다.  또한 Saccharum officinarum 은 오스트로네시아 상인들에 의해 약 3000년전에 서쪽으로는 인도로, 북쪽으로는 중국으로 퍼져나갔으며, 그 곳에서 Saccharum officinarum 은 Saccharum sinense 와 Saccharum barberi 와 잡종교배 되었다. Saccharum officinarum 은 유라시아 대륙 서부와 지중해까지 퍼져나갔다.
사탕수수 추출액을 설탕 결정으로 정제하는 과정이 진행된 인도에서는 종종 중국 사신들이 사탕수수의 재배 및 설탕 정제 방법에 대해 알아보기 위해 방문했다. 6세기에는 사탕수수 경작과 설탕 가공이 페르시아에까지 이르렀고, 아랍 세계의 확장에 의해 지중해 세계까지 지식이 전파되었다. 중세의 아랍인들은 그들이 어디를 가든지 그들과 함께 설탕 및 설탕 생산 기술을 가져다 주었다.
15세기에 스페인과 포르투갈의 탐험과 정복은 이베리아반도의 남서부로 설탕을 가져오게 했다. 엔히크 항해왕자는 1425년에 마데이라 제도에 사탕수수를 전파했으며, 스페인 사람들은 카나리아 제도를 정복하여 그들에게 사탕수수를 전파했다. 1493년에 크리스토퍼 콜럼버스는 그의 두 번째 항해에서 사탕수수 묘목을 신대륙에 특히, 히스파니올라섬으로 가져갔다.

## 초기 인도에서 사탕수수의 이용
사탕수수는 열대 남아시아와 동남아시아에서 유래되었다. Saccharum barberi는 인도에서 유래되었고, Saccharum edule 와 Saccharum officinarum는 뉴기니섬에서 유래되었다.
사람들은 사탕수수를 씹어서 단맛을 뽑아먹었다. 인도인들은 굽타 제국(350년경) 시기에 설탕을 결정화하는 방법을 발견했다.
푸라나누루(Purananuru), 아인쿠루누루(Ainkurunuru), 페룸파나트루파다이(Perumpaanaatruppadai), 파티나파알라이(Paṭṭiṉappālai), 아카나누루(Akananuru)와 같은 타밀 상감문학에서 사탕수수의 재배, 기계를 이용한 사탕수수액의 추출, 인도 남부 타밀 지방에서 설탕 추출에 대한 많은 언급이 있다. 푸라나누루(392년)에서 "여기에서 사탕수수는 상감시대동안 알려지지 않은 장소로부터 타밀 지역으로 옮겨진다."라고 언급되고 있다. 푸라나누루와 아인쿠루누루에서는 거대한 기계를 사용하여 사탕수수액을 추출하는 것은 코끼리가 만든 소리와 비교되었고, 설탕을 만드는 과정동안 생기는 연기는 산 위의 구름에 비유되었다.
인도 무역상들은 다양한 무역로를 통해 설탕을 운반했다. 불교 승려들에 의해 설탕으로 결정화하는 방법이 중국으로 전파되었다. 인도 북부의 하르샤의 통치 기간(재위: 606년~647년)동안 당나라에서 인도 사절들은 당 태종(재위: 626년~649년)이 설탕에 대해 관심을 보이자, 사탕수수의 재배법을 중국인들에게 가르쳤고, 이어서 중국은 7세기에 사탕수수 재배를 처음으로 시작했다. 중국측 문서는 설탕 정제 기술을 얻기 위해서 647년부터 시작된 두 번에 걸친 인도로의 사절단 파견에 대해 기록하고 있다. 남아시아, 중동, 중국에서는 설탕이 요리 및 디저트의 필수품이 되었다.
초기 정제 방법은 사탕수수 추출액을 얻기 위해 사탕수수를 갈거나 두드린 다음, 추출액을 끓이거나 햇볕에 말려서 자갈처럼 보이는 설탕 고형물을 얻었다. "설탕(sugar)"에 대한 산스크리트어인 "sharkara"는 "자갈(gravel)" 또는 "모래(sand)"를 의미한다. 마찬가지로 중국어에서는 "자갈 설탕(gravel sugar)"이라는 뜻의 용어 "砂糖(사탕)"을 사용한다.
1792년에 영국에서 설탕 가격이 엄청난 가격으로 올랐다. 영국 동인도 회사는 본국의 설탕 가격을 낮추는데 도움을 달라는 요청을 받았다. 1792년 3월 15일 영국 정부의 장관들은 영국령 인도에서 정제된 설탕 생산과 관련된 보고서를 제출했다. 벵골의 설립자인 J. 패터슨(J. Paterson) 부관은 인도에서 생산될 수 있는 정제당이 여러 가지 면에서 우위에 있으며, 서인도 제도에서 보다 더 싸게 설탕을 생산할 수 있다고 보고하였다.

## 중세 이슬람 세계와 유럽에서의 설탕

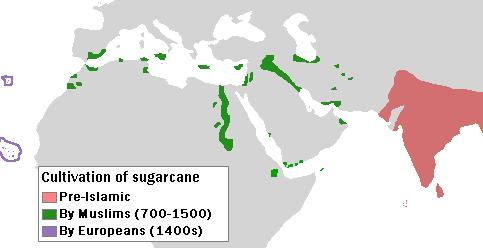
서쪽으로의 사탕수수 재배지의 확산. 이슬람 이전 시대(분홍색), 중세 이슬람 세계(녹색), 15세기 포르투갈령 마데이라 제도, 스페인령 카나리아 제도(보라색 선으로 둘러싸인 아프리카 서쪽의 섬들).

고대 그리스인들과 로마인들은 식품으로써가 아닌 수입 의약품으로써 설탕에 대해 기록했다. 예를 들어 1세기에 그리스의 의사 디오스코리데스는 다음과 같이 기술했다.
| “ | 인도와 축복받은 아라비아(지금의 예멘)에서 발견되는 사카론(sakcharon, 즉, 설탕)이라 불리는 일종의 꿀이 소금과 경도가 비슷하여 소금처럼 이빨 사이에서 부서지기 쉽다. 설탕은 위와 내장에서 물에 잘 녹고, 통증이 있는 방광과 콩팥을 위해 음료수로 섭취할 수 있다. | ” |
|   | — 페다니우스 디오스코리데스 |   |

1세기에 로마의 대플리니우스는 설탕을 다음과 같이 약용으로 기록했다.
| “ | 설탕은 아라비아에서도 만들어지지만, 인도 설탕이 더 좋다. 설탕은 사탕수수에서 발견되는 꿀의 일종으로 검(gum)처럼 흰색이며, 이빨로 깨물면 으드득 소리가 난다. 설탕은 헤이즐넛 크기의 덩어리이다. 설탕은 의료용으로만 사용된다. | ” |
|   | — 대플리니우스 (가이우스 플리니우스 세쿤두스) |   |

중세에 아랍 사업가들은 인도로부터 설탕 생산 기술을 받아들이고, 설탕 산업을 확대했다. 중세 아랍인들은 경우에 따라 현지에 제당소를 갖춘 대규모 플랜테이션을 세웠다. 열대성 기후대에 세워지는 사탕수수 설탕 공장은 많은 양의 물과 열을 필요로 한다. 인공적인 관개시설의 사용을 통해 중세 아랍 세계 전역에 사탕수수 재배가 퍼져나갔다. 사탕수수는 9세기경부터 시칠리아 토후국 시기동안 중세 남부 유럽에서 처음으로 광범위하게 재배되었다. 시칠리아 외에도 알안달루스(현재 스페인 남부에 위치한)는 10세기 초에 설탕 생산의 주요 중심지였다.
설탕은 아랍 세계로부터 유럽 전역으로 수출되었다. 중세 후기 서구의 저작물에서 설탕 소비에 대한 언급이 증가하는데, 이는 중세 후기에 설탕의 수입량이 증가했다는 것을 보여준다. 그러나 설탕은 여전히 값비싼 수입품이었다. 14세기와 15세기에 영국에서 무게당 설탕의 가격은 인도양을 가로질러 운송되어야 했던 육두구, 생강, 정향, 후추와 같은 열대 아시아에서 수입된 향신료와 거의 같을 만큼 비쌌다.
클라이브 폰팅(Clive Ponting)은 메소포타미아에 소개된 사탕수수 재배가 10세기까지 레반트, 동부 지중해의 섬들, 특히 키프로스까지 확산되었음을 추적했다. 또한 폰팅은 사탕수수의 재배가 아프리카 동부 해안을 따라 잔지바르까지 퍼져나갔다고 기록했다.
십자군은 성지에서 "달콤한 소금"을 운반하던 대상과 마주쳤는데, 군사행동이 끝난 후 설탕을 유럽으로 가지고 왔다. 12세기 초에 베네치아는 티레 부근의 일부 마을을 획득하고, 유럽으로 수출할 설탕을 생산하기 위해 토지를 개간했고, 이 곳에서 또 다른 감미료인 꿀을 보충했다. 12세기 후반에 쓰여진 《십자군 연대기》의 저자인 티레의 윌리엄은 설탕을 "인류의 사용과 건강에 매우 필수적인 가장 귀중한 생산품"이라고 평했다. 설탕에 대한 최초의 영어 기록은 13세기 후반에 등장했다.
폰팅은 유럽의 초기 설탕 사업가의 노예에 대한 의존도를 다음과 같이 설명하고 있다.
| “ | 설탕 생산에 있어서 중요한 문제는 재배 및 가공 모두에서 노동집약도가 높다는 것이었다. 엄청나게 큰 무게와 대량의 원료 사탕수수 때문에 특히 육지로 운송하는데 비용이 많이 들었고, 따라서 각각의 사탕수수 산지마다 자체적인 공장이 있어야 했다. 거기에서 사탕수수 추출액을 얻기 위해 사탕수수를 으스러뜨리고, 추출액을 농축하기 위해 끓이는 힘들고 집중적인 작업들이 장시간 지속되었다. 그러나 일단 가공되고 농축되면 설탕은 매우 높은 가치를 지니며 많은 이익을 낼 수 있었기 때문에 배를 통해 장거리 거래가 이루어졌다. 유럽의 설탕 산업은 레반트를 이슬람 세력에게 잃은 후 십자군 귀족과 베네치아 상인이 섞인 집단이 키프로스로 옮겨와 설탕 생산을 하면서 대규모로 시작되었다. 키프로스의 현지인들은 대부분의 시간을 자신의 식량을 재배하는데 소비했고, 그들 중 소수는 설탕 생산과 관련된 토지에서 일했다. 따라서 설탕 농장주들은 대부분의 일을 시키기 위해 흑해 지역에서 노예들(일부는 아프리카 노예들)을 데려왔다. 설탕에 대한 수요와 공급량이 크지 않았고, 따라서 노예 무역도 1년에 대략 1,000명을 넘지 않았다. 시칠리아에서 설탕 생산을 시작할 때에도 이러한 규모를 넘지 않았다. 대서양(카나리아 제도, 마데이라 제도, 카보베르데)에서 초기에 목재와 원자재들을 착취하고 나서 설탕을 생산하는 것이 새로운 정복지들로부터 돈을 벌 수 있는 가장 수익성이 있는 방법이라 여겨졌다. 문제는 유럽인들이 감독관 직을 제외하고는 일하려 들지 않았기 때문에 많은 노동력이 요구되었다는 것이다. 해결책은 아프리카로부터 노예들을 데려오는 것이었다. 이러한 무역은 1440년대부터 시작되었다... | ” |
|   | — 클라이브 폰팅 |   |

1390년대에 사탕수수로부터 얻은 추출액의 양을 두 배로 늘릴 수 있는 더 나은 압착 기술이 개발되었고, 이러한 압착 기술의 발전은 안달루시아 지방과 알가르브 지방에 대한 설탕 플랜테이션의 경제적 팽창을 야기했다. 이러한 팽창은 1455년 마데이라 제도에서 시칠리아 출신의 조언자들과 제당소를 건설하기 위한 제노바의 자본을 사용하여 시작되었다. 마데이라 제도에 대한 접근성은 베네치아 상인들의 설탕에 대한 독점권을 원하지 않는 제노바 상인들과 플랑드르 상인들을 끌어들였다. 1480년에 앤트워프는 마데이라 제도에서 설탕 무역에 종사하는 70여척의 선박들을 보유하고 있었으며, 정제 및 유통 과정은 앤트워프에 집중되어 있었다. 1480년대에는 설탕 생산이 카나리아 제도까지 확대되었다. 1490년대까지 설탕 생산에 있어서 마데이라 제도는 키프로스를 따라잡았다. 아프리카 노예들은 카스티야 왕국의 발렌시아 주변의 설탕 플렌테이션에서 일했다.
16세기에 유대교 율법서인 《슐칸 아루크》(Shulchan Aruch)의 저자인 유대교 지도자인 요세프 카로(Joseph Karo)는 이집트 카이로에 있는 유대인들이 안식일에 레모네이드를 만들기 위해 레몬 주스와 물을 혼합한 다음 설탕을 사용한다고 언급했다.

## 신대륙에서의 설탕 생산

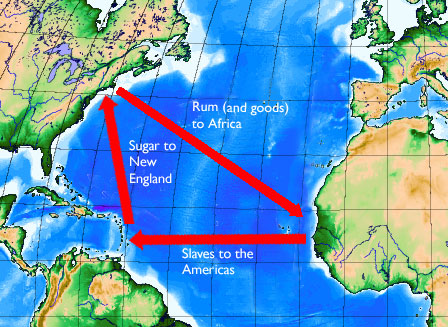
삼각 무역, 사탕수수를 심고 수확하기 위해 카리브해의 섬들로 노예들이 수입되었다.

포르투갈인들은 설탕을 브라질로 가져갔다. 1540년까지 산타카타리나섬에는 800개의 제당소가 있었고, 브라질, 데메라라(Demarara), 수리남의 북쪽 해안에는 2,000개의 제당소가 있었다. 1501년에 히스파니올라섬에서 첫 번째 설탕 수확이 있었다. 1520년대에 많은 제당소가 쿠바와 자메이카에 건설되었다.
1550년 이전에 신대륙에 세워진 약 3,000개의 작은 제당소들은 주철 기어, 레버, 액슬(axle) 및 기타 장비에 대한 전례없는 수요를 창출했다. 설탕 생산의 확장에 따라 유럽에서 개발된 주형과 철주물들이 전문적으로 거래되었다. 제당소의 건설은 18세기에 산업혁명이 일어나는데 필요한 기술 발전을 촉발시켰다.
1625년 이후에 네덜란드인들은 남아메리카에서 카리브해 섬까지 사탕수수를 가져갔고, 바베이도스에서 버진 제도까지 사탕수수를 재배했다.
당대의 사람들은 설탕의 가치를 종종 사향, 진주, 향신료와 같은 귀중한 물품과 비교했다. 특히 영국의 식민지 정책에 의해 설탕의 생산이 다원화됨에 따라 설탕의 가격은 서서히 하락하였다. 이전에는 설탕이 부자들만의 사치품이었지만, 설탕의 소비는 가난한 사람들 사이에서도 점차 흔해지게 되었다. 설탕의 생산은 북미 대륙의 식민지, 쿠바, 브라질에서 증가했다. 처음에는 유럽의 계약 노동자들과 아메리카의 원주민 노예들이 노동력에 포함되었다. 그러나 천연두 같은 유럽의 질병과 말라리아와 황열 같은 아프리카의 질병들은 곧 아메리카 원주민의 수를 줄여나갔다. 유럽인들은 말라리아와 황열에 매우 취약했고, 계약 노동자들의 공급은 제한적이었다. 아프리카 노예들은 말라리아와 황열에 대한 내성이 강하고, 아프리카 해안으로부터 노예의 공급이 풍부했기 때문에 설탕 플랜테이션 노동자 공급의 주된 원천이 되었다.
18세기 동안 설탕은 엄청나게 인기를 끌었다. 예를 들어 영국의 설탕 소비량은 1710년보다 1770년에 5배 증가했다. 1750년에 이르러서 설탕은 곡물을 제치고 유럽 무역에서 가장 가치있는 상품이 되었다. 설탕은 모든 유럽 수입품의 5분의 1을 차지했고, 18세기 후반에 설탕의 5분의 4는 서인도 제도의 영국과 프랑스의 식민지로부터 나왔다. 설탕 시장은 일련의 호황을 겪었다. 많은 유럽인들의 식습관이 크게 바뀌어 수요가 증가하고, 설탕 생산량이 크게 증가하였다. 예를 들어 유럽인들은 잼, 사탕, 차, 커피, 코코아, 가공 식품, 다른 달콤한 식품들을 훨씬 더 많이 섭취하기 시작했다. 이러한 증가하는 수요 열풍에 발맞추어 서인도 제도의 설탕 생산지에서는 더 많은 설탕을 생산하는 것에 착수했다. 실제로 서인도 제도는 서유럽인들이 소비한 설탕의 90%까지 생산했다. 일부 섬들은 다른 작물을 생산하는 것보다 설탕을 생산하는 것이 보다 성공적임을 입증했다. 바베이도스와 영국의 리워드 제도에서 설탕은 각각 수출의 93%와 97%를 차지했다.
농장주들은 나중에 설탕 생산을 더욱 늘릴 수 있는 방법을 개발하기 시작했다. 예를 들어 작물 재배시 보다 생산적인 방법을 사용하기 시작했다. 또한 그들은 보다 발전된 제당소를 건설하고, 더 나은 품종의 사탕수수를 재배하기 시작했다. 18세기에 프랑스 식민지 특히, 생도맹그가 가장 성공적인 설탕 생산지였는데, 새로운 품종의 사탕수수 재배와 함께 더 발전된 관개시설, 수력 및 기계 장치를 이용하여 이익이 증가했다. 이러한 개선에도 불구하고 설탕의 가격은 특히, 네덜란드에 대항한 반란과 나폴레옹 전쟁과 같은 사건 발생동안 급등했다. 설탕에 대한 수요는 많았고, 설탕 플랜테이션 농장주들은 이러한 상황을 어떻게 이익으로 활용할 것인지를 정확하게 알고 있었다.

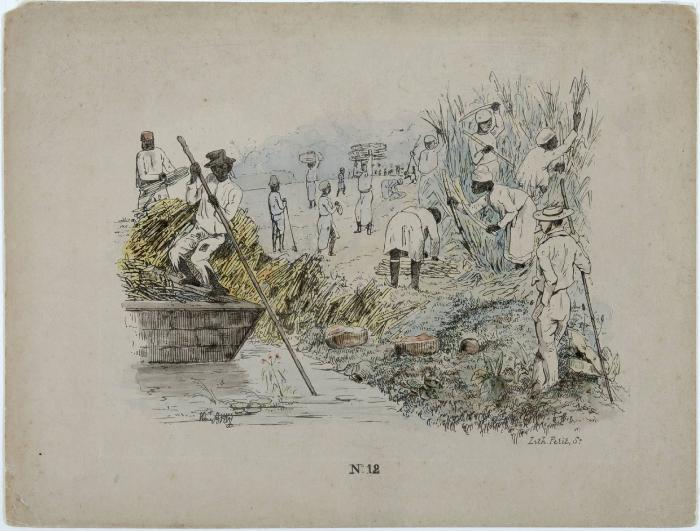
사탕수수 농장을 보여주는 테오도르 브레이(Theodore Bray)의 19세기 석판화. 오른쪽에는 감시자인 유럽 백인이 있다. 노예들은 수확 기간동안 힘들게 일하고 있다. 왼쪽에는 사탕수수를 수송하기 위한 바닥이 편평한 배가 있다.

유럽인들이 카리브해의 더 큰 섬들에 설탕 플랜테이션을 설립함에 따라 특히, 영국에서 설탕 가격이 하락했다. 18세기에 이르러서 과거의 사치품이었던 상품을 일반 소비자들도 사용할 수 있게 되었다. 영국에서는 처음에 대부분의 설탕을 차에 타는데 사용했지만, 후에 사탕과 초콜릿에 설탕을 사용하였다. 많은 영국인들(특히 어린이들)이 잼을 먹었다. 설탕 공급업체들은 보통 설탕봉의 형태로 설탕을 판매했으며, 소비자들은 플라이어와 비슷한 공구인 슈거 닙스(sugar nips)를 사용하여 설탕 조각을 뜯어내야 했다.
사탕수수는 토양을 빠르게 고갈시켰기 때문에, 농장주들은 유럽에서 설탕 수요가 계속 증가함에 따라 19세기에는 더 신선한 토양을 가진 더 큰 섬으로 생산 시설을 옮겨가야 했다. 영국에서 1인당 설탕의 평균 소비량은 1700년에 4파운드에서 1800년에 18파운드, 1850년에 36파운드, 20세기까지 100파운드 이상으로 증가했다. 쿠바는 산악 지대가 없는 편평한 지대를 가지고 있었기 때문에 카리브해에서 가장 풍부한 땅(설탕을 주요 작물로 재배)이 되었다. 거의 4분의 3의 토지가 작물 재배에 이상적인 기복이 진 평야였다. 쿠바 사람들은 설탕 작물을 수확할 때 더 나은 방법을 사용했기 때문에 쿠바는 다른 섬들보다 번성했다. 쿠바 사람들은 물레방아, 에워싸인 가마, 증기기관, 진공솥과 같은 현대적인 제당 기술을 사용했다. 이러한 모든 기술들은 생산성을 향상시켰다. 또한 쿠바는 카리브해 제도의 다른 지역들보다 더 오랫동안 노예제도를 유지했다.
아이티 혁명으로 아이티 공화국이 세워진 후에 아이티의 설탕 생산량은 감소했고, 쿠바는 세계 최대의 설탕 생산지인 생도맹그를 대체하였다.

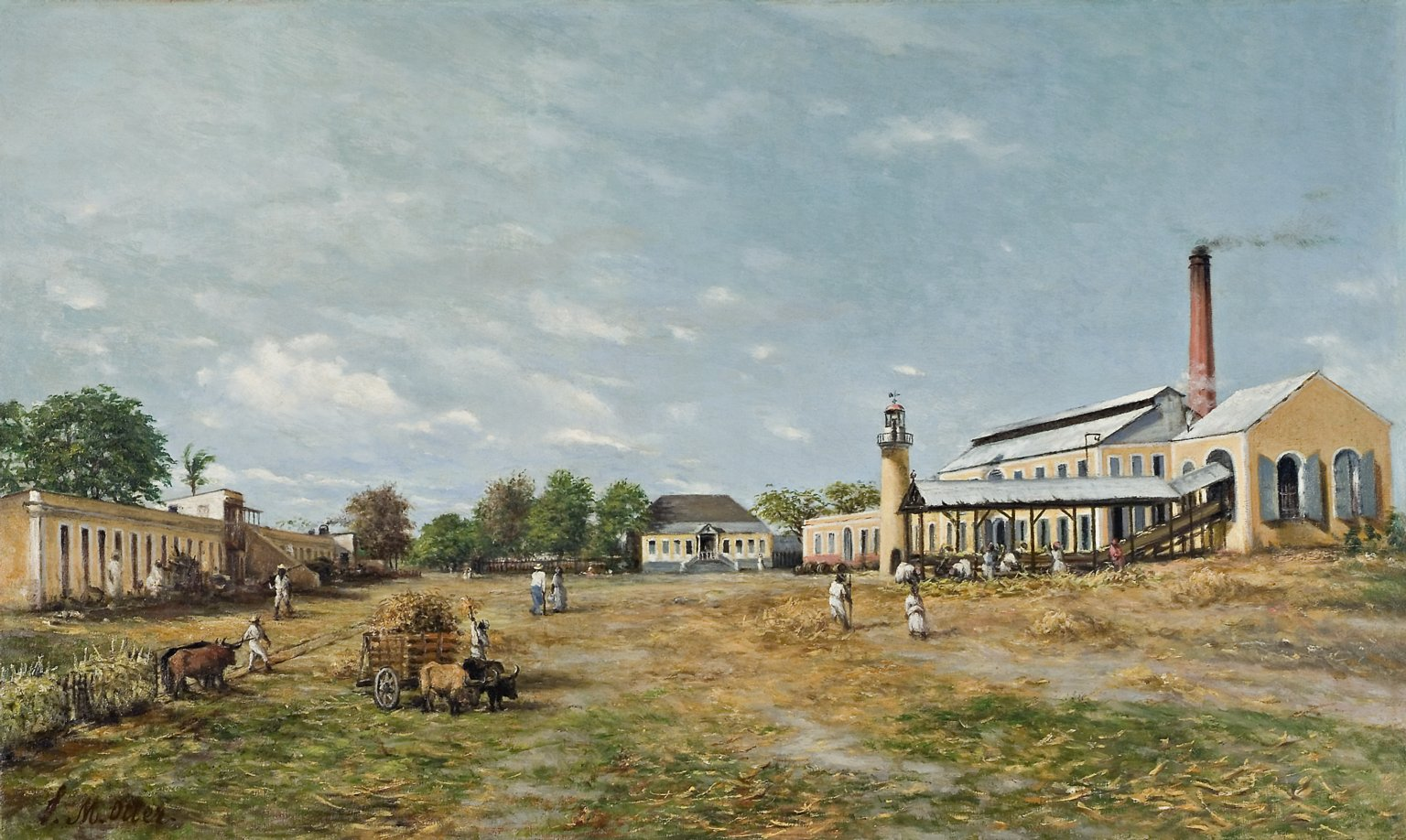
푸에르토리코에 있는 제당소 단지를 그린 프란시스코 올러(Francisco Oller)의 1885년작 《Hacienda La Fortuna》. 브루클린 미술관 소장.

브라질에서 오랫동안 설탕을 생산해왔는데, 남아메리카의 다른 지역 뿐만 아니라 아프리카와 태평양의 새로운 유럽 식민지에도 설탕 생산이 퍼졌고, 특히 피지에서 중요하게 되었다. 모리셔스, 나탈(Natal), 오스트레일리아의 퀸즐랜드주에서 설탕 재배가 시작되었다. 설탕 생산지들은 이제 전세계에서 흘러 들어온 노동자들과 노예가 아닌 계약 노동으로 노동력을 사용하는 경향이 있다. 19세기 후반에 45만명 이상의 계약 노동자들이 인도에서 영국령 서인도 제도로 갔고, 나머지 인도 노동자들은 나탈, 모리셔스, 피지로 갔고, 이들은 나중에 이들 지역 인구의 대다수를 차지하게 되었다. 오스트레일리아의 퀸즐랜드주에서는 태평양 섬들로부터 노동자들이 이주했다. 하와이에는 중국과 일본 출신 노동자들이 이주하였다. 네덜란드인들은 많은 사람들을 자와섬에서 수리남으로 이주시켰다. 설탕 플랜테이션들은 아프리카 노예들이 없었다면 번창할 수 없었을 것이라고 언급되고 있다. 콜롬비아에서는 설탕 재배가 매우 일찍 시작되었고, 사업가들은 많은 아프리카 노예들을 수입해서 작물을 경작시켰다. 콜롬비아의 산업화는 라트비아 출신의 유대인 이민자인 제임스 마틴 에더(James Martin Eder)가 남미 최초의 증기 동력식 제당소인 마누엘리타(Manuelita)를 설립함으로써 1901년에 시작되었다.

## 사탕무의 부상

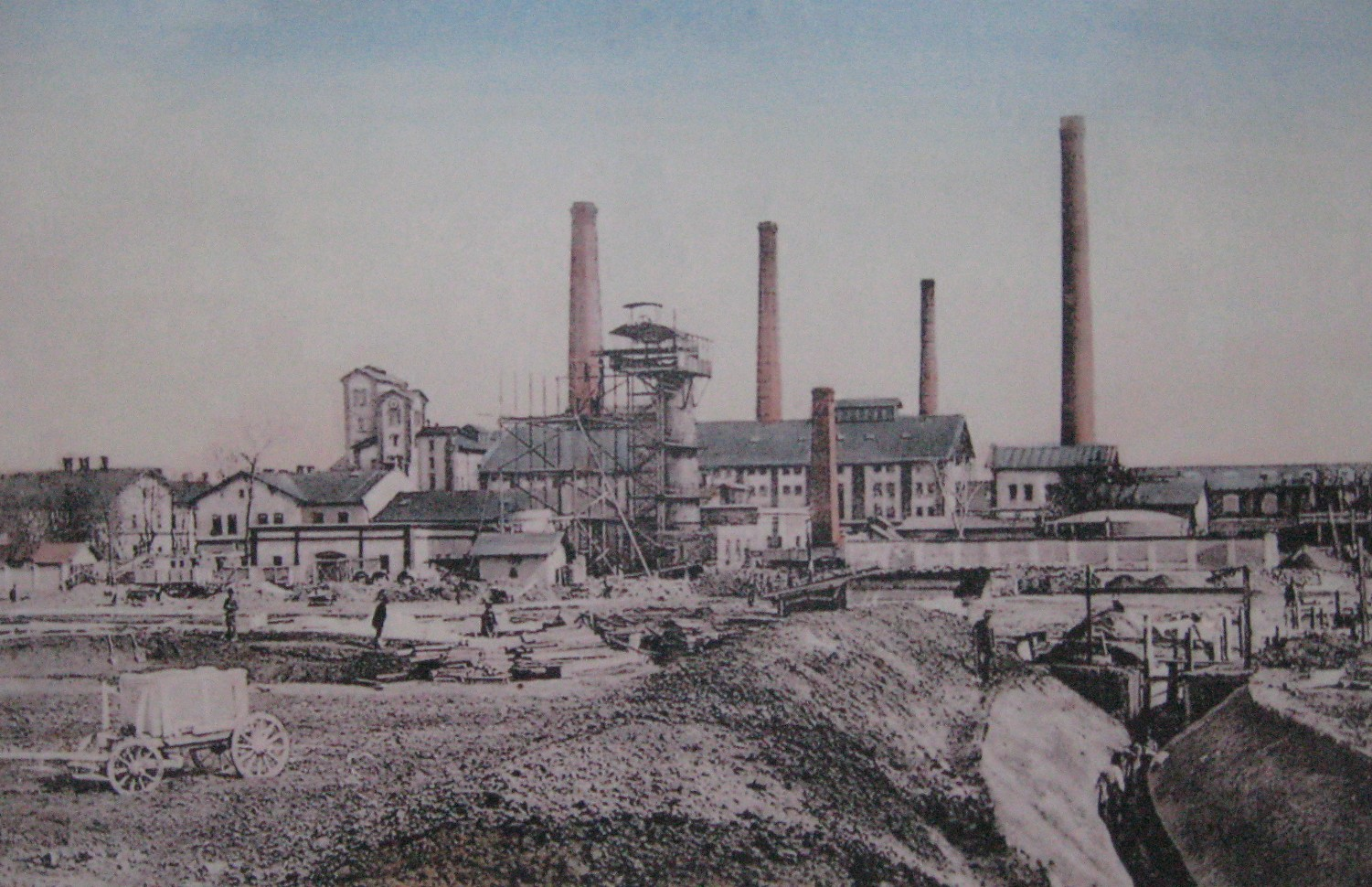
1854년에 설립된 슬로바키아 슈라니의 제당소(1900년에 찍은 사진).

1747년에 독일의 화학자인 안드레아스 마르크그라프(Andreas Marggraf)는 사탕무 뿌리에 수크로스가 존재함을 확인했다. 이러한 발견은 얼마동안은 그저 호기심이 있는 정도로 남아있었지만, 결국 마르크그라프의 제자인 프란츠 아샤르(Franz Achard)는 프로이센의 프리드리히 빌헬름 3세(재위: 1797년~1840년)의 후원하에 슐레지엔의 쿠네른(오늘날 폴란드의 코나리)에 사탕무 가공 공장을 건설했다. 수익이 거의 나지 않았지만, 이 공장은 1801년부터 나폴레옹 전쟁(기간: 1803년~1815년)동안 파괴될 때까지 운영되었다.
영국의 봉쇄에 의해 카리브해의 상품을 수입할 수 없었던 나폴레옹은 영국 상인들과 거래하기를 원치 않았고, 1813년에 설탕의 수입을 금지했다. 사탕무 설탕 산업은 특히 장바티스트 케루엘(Jean-Baptiste Quéruel)이 벤자민 델레세르(Benjamin Delessert)의 사업체를 산업화시킨 후에 나타났다.
선진국에서의 설탕 산업은 인력 수요가 낮은 기계 장치에 의존한다. 하루에 약 1,500톤의 설탕을 생산하는 대형 사탕무 정제 공장은 24시간 생산 가동을 위해 약 150명의 상주 인력을 필요로 한다.
사탕무는 전세계 설탕 생산량의 약 30%를 차지한다.

## 기계화
18세기 후반부터 설탕의 생산은 점점 더 기계화되었다. 증기기관은 1768년 자메이카에서 처음으로 제당소에 동력을 공급했으며, 발생한 증기는 열처리 공정 과정에서 직접 불을 떼는 것을 대체하였다.
1813년 영국의 화학자 에드워드 찰스 하워드(Edward Charles Howard)는 개방된 용기가 아닌 밀폐된  용기에서 증기로 사탕수수 추출액을 가열하고 부분적인 진공 상태로 유지되는 설탕 정제 방법을 발명했다. 압력을 감소시키면 물은 더 낮은 온도에서 끓기 때문에, 이러한 방식은 연료를 절감시켰고, 캐러멜화로 소실되는 설탕의 양을 감소시켰다. 미국의 기술자 노버트 릴리외(Norbert Rillieux)에 의해 설계된 다중효용 증발기(multiple-effect evaporator)는 연료 효율성을 더욱 향상시켰다. 다중효용 증발기는 일련의 진공솥으로 구성되어 있으며, 이전의 진공솥보다 낮은 압력으로 유지된다. 각 솥의 증기는 최소한의 열을 소모하면서 다음으로 열을 공급한다. 현대 산업은 물을 증발시키기 위해 다중효용 증발기를 이용한다.
당밀로부터 설탕을 분리하는 과정 또한 기계적인 공정의 대상이 되었다. 데이비드 웨스턴(David Weston)은 1852년 하와이에서 이러한 작업에 원심분리기를 처음으로 적용시켰다.

## 기타 감미료

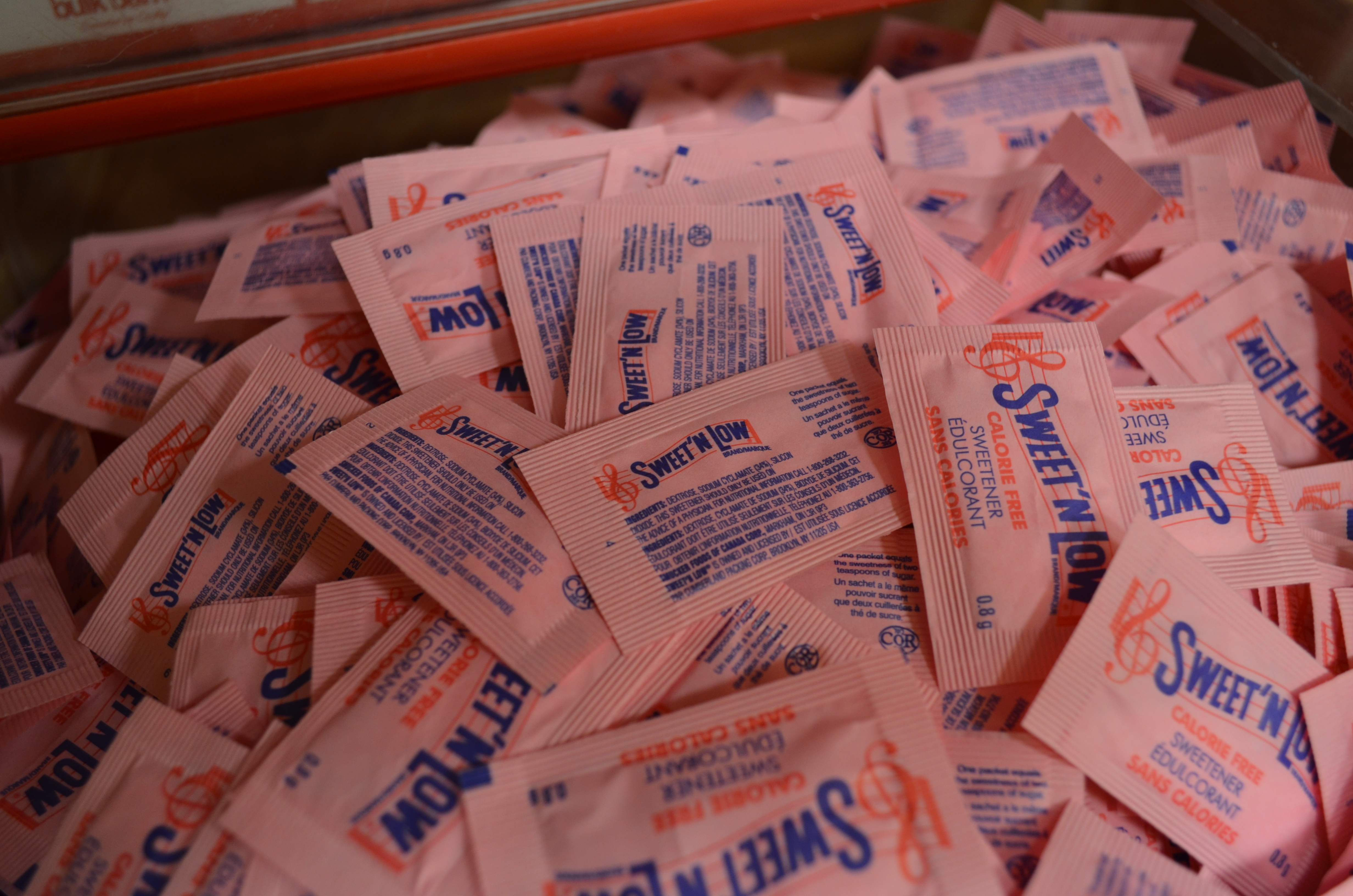
캐나다에서 판매된 사이클라메이트 기반의 감미료.

미국과 일본에서는 고과당 옥수수 시럽이 특히 청량음료와 가공식품과 같은 일부 용도에서 설탕을 대체했다.
고과당 옥수수 시럽을 생산하는 과정은 1957년 리처드 O. 마셜(Richard O. Marshall)과 얼 R. 쿠이(Earl R. Kooi)에 의해 처음 개발되었다. 산업적인 생산 공정은 1965년~1970년에 일본의 경제산업성 산하 산업과학기술원의 타카사키(Y. Takasaki) 박사에 의해 개발되었다. 고과당 옥수수 시럽은 1975년부터 1985년까지 미국의 여러 가공식품 및 청량음료에 급속히 도입되었다.
미국에서 1977년에 부과된 설탕 관세와 설탕 쿼터는 설탕의 수입 비용을 크게 증가시켰고, 미국의 제조업자들은 더 값싼 감미료를 찾았다. 미국의 설탕 가격이 전세계 가격의 두 배이고, 옥수수 재배자들에게 지급되는 정부의 보조금을 통해 옥수수의 가격이 낮게 유지되기 때문에 옥수수로부터 추출한 고과당 옥수수 시럽이 보다 경제적이다. 고과당 옥수수 시럽은 매력적인 대용품이 되었으며, 대다수의 미국 식품 및 음료 제조업체들은 설탕보다 고과당 옥수수 시럽을 더 선호한다. 코카콜라와 펩시 같은 청량음료 제조사들은 다른 나라에서는 설탕을 사용하지만, 미국에서는 1984년에 고과당 옥수수 시럽으로 설탕을 대체했다.
미국인들은 평균적으로 2008년에 고과당 옥수수 시럽을 약 17.1 kg 을 섭취했으며, 수크로스를 21.2 kg을 섭취했다.
최근에는 가공식품에서 고과당 옥수수 시럽의 사용 증가가 대사 증후군, 고혈압, 이상지질혈증, 지방간, 인슐린 저항성 및 비만을 비롯한 다양한 건강 상태들과 관련이 있을 수 있다는 가설이 제기되었다. 그러나 고과당 옥수수 시럽이 수크로스나 다른 단당류들보다 건강에 좋지 않다는 증거는 현재까지는 거의 없다. 고과당 옥수수 시럽의 과당 함량과 과당 대 포도당의 비율은 사과 주스와 크게 다르지 않다. 일부 연구자들은 과당이 다른 단당류들보다 지방을 합성하는 과정을 더 촉진시킬 수 있다고 가정한다. 가장 일반적으로 사용되는 고과당 옥수수 시럽의 조합은 수크로스와 마찬가지로 과당과 포도당의 비율이 거의 1 : 1이며, 따라서 고과당 옥수수 시럽은 과당과 포도당으로 분해되는 수크로스 대사의 첫 단계 이후의 대사과정이 동일하다. 고과당 옥수수 시럽의 보급이 증가함에 따라 식품 중에 당류의 칼로리가 증가하게 되어, 관련 질병의 발생을 증가시킬 수 있다.

## 같이 보기
- 설탕
- 수크로스
- 사탕수수
- 사탕수수 (종)
- 사탕무
- 음식의 역사
- 설탕 산업

## 참고 문헌
- Sato, Tsugitaka (2014). 《Sugar in the Social Life of Medieval Islam》. BRILL. 30쪽. ISBN 9789004277526. 2018년 3월 5일에 원본 문서에서 보존된 문서. 2019년 1월 30일에 확인함.
- Abbott, Elizabeth (2009) [2008]. 《Sugar: A Bittersweet History》. London and New York: Duckworth Overlook. ISBN 978-0-7156-3878-1.
- Adas, Michael, 편집. (2001). 《Agricultural and Pastoral Societies in Ancient and Classical History》. Philadelphia: Temple University Press. ISBN 978-1-56639-832-9.
- Abulafia, David (2011). 《The Great Sea: A Human History of the Mediterranean》. London: Allen Lane. ISBN 978-0-7139-9934-1.
- Benitez-Rojo, Antonio (1996) [1992]. 《The Repeating Island》. Durham: Duke University Press. ISBN 0-8223-1865-2.
- Bernstein, William (2009) [2008]. 《A Splendid Exchange: How Trade Shaped the World》. London: Atlantic Books. ISBN 9781843548034.
- Collino, M (June 2011). 《High dietary fructose intake: Sweet or bitter life?》. 《World J Diabetes》 2. 77–81쪽. PMID 21860690.
- Kieschnick, John (2003). 《The Impact of Buddhism on Chinese Material Culture》. Princeton: University Press. ISBN 0-691-09676-7.
- Marshall, RO; Kooi, ER (April 1957). “Enzymatic conversion of D-glucose to D-fructose”. 《Science》 125 (3249): 648–9. doi:10.1126/science.125.3249.648. PMID 13421660.
- Mintz, Sidney Wilfred (1986) [1985]. 《Sweetness and Power: The Place of Sugar in Modern History》. London: Penguin. ISBN 978-0-14-009233-2.
- Parker, Matthew (2011). 《The Sugar Barons: Family, Corruption, Empire and War》. London: Hutchinson. ISBN 978-0-09-192583-3. 2019년 8월 28일에 원본 문서에서 보존된 문서. 2019년 1월 30일에 확인함.
- Ponting, Clive (2000). 《World History: A New Perspective》. London: Chatto & Windus. ISBN 0-7011-6834-X.
- Samuel, VT (February 2011). “Fructose induced lipogenesis: from sugar to fat to insulin resistance”. 《Trends Endocrinol Metab》 22 (2): 60–65. doi:10.1016/j.tem.2010.10.003. PMID 21067942.
- Sen, Tansen (2003). 《Buddhism, Diplomacy, and Trade: The Realignment of Sino-Indian Relations, 600–1400》. Manoa: Asian Interactions and Comparisons, a joint publication of the University of Hawaii Press and the Association for Asian Studies. ISBN 0-8248-2593-4.
- Sharpe, Peter (1998). 《Sugar Cane: Past and Present》. Illinois: Southern Illinois University. 2008년 5월 18일에 원본 문서에서 보존된 문서.
- Watts, Sheldon J (April 2001). “Yellow Fever Immunities in West Africa and the Americas in the Age of Slavery and Beyond: A Reappraisal”. 《Journal of Social History》 34 (4): 955–967. doi:10.1353/jsh.2001.0071.
- Wilson, C Anne (2011) [1985]. 《The Book of Marmalade》. Oakville, CT: David Brown Book Company. ISBN 978-1-903018-77-4.
- Wood, Peter H (1996) [1974]. 《Black Majority: Negroes in Colonial South Carolina from 1670 through the Stono Rebellion》. New York: Norton. ISBN 978-0-393-31482-3.